# Babel (serie televisiva)
Babel (바벨?), noto anche come Tower of Babel, è un drama coreano del 2019 diretto da Yoon Sung-sik.

## Trama
Han Jeong-won è un'attrice che tuttavia, dopo il matrimonio, perde tutto ciò che aveva; quando il marito della donna muore, il procuratore Cha Woo-hyuk entra in contatto con Jeong-won, essendo una delle sospettate.